# تاريخ جنوب شرق آسيا

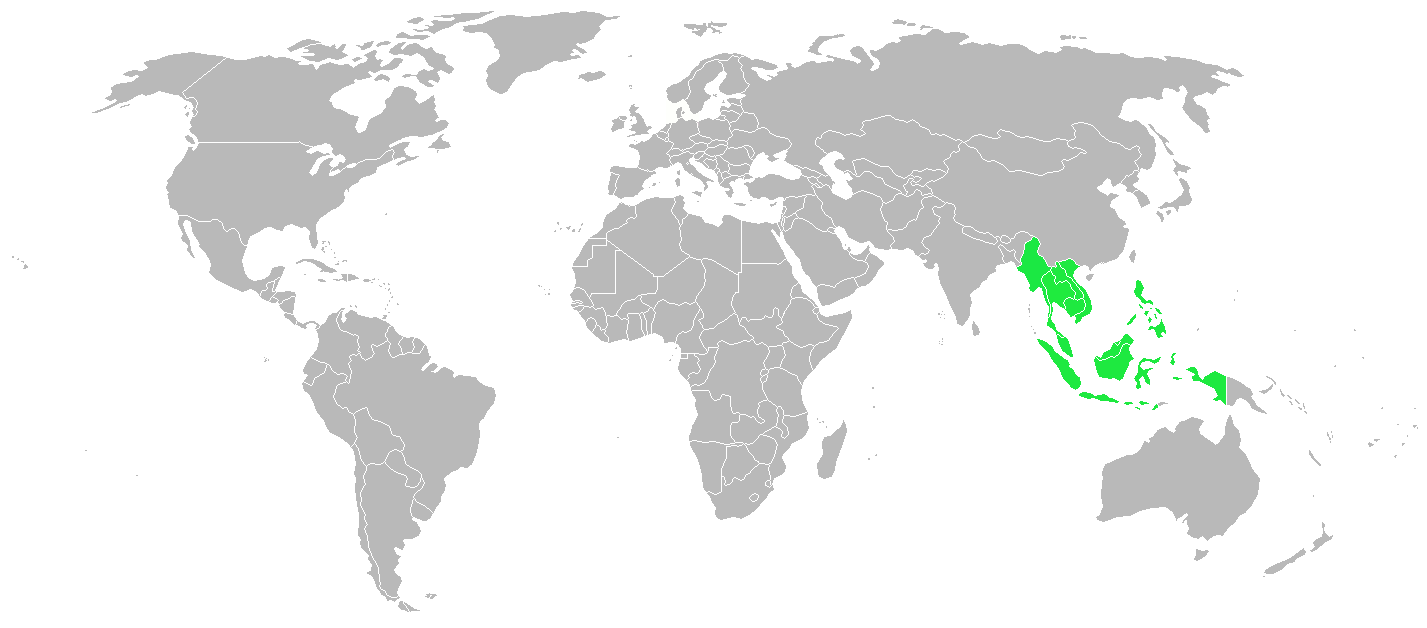

جنوب شرق آسيا يمكن تقسيمه إلى منطقتين فرعيتين مختلفتين: جنوب شرق آسيا البرّي (أو الهند الصينية) الذي يضم حاليًّا فيتنام ولاوس وكمبوديا وتايلاند وميانمار (بورما) وماليزيا الغربية، وجنوب شرق آسيا البحري (أو جنوب شرق آسيا الجَزِيريّ) الذي يضم حاليًّا إندونيسيا وماليزيا الشرقية وسنغافورة والفلبين وبروناي وتيمور الشرقية وجزر كوكوس (كيلينغ) وجزيرة كريسماس.
كان الإنسان العاقل موجودًا في جنوب شرق آسيا البري منذ 50,000 سنة، وفي جنوب شرق آسيا البحري من 40,000 سنة على الأقل. منذ 10,000 طورت الحضارة الهوابينهية ثقافة إنتاج أدوات مميزة. في العصر الحجري الحديث سكن الأستروآسيويون الهند الصينية من خلال طُرق بريو، واستقر الأسترونيزيون المهاجرون بحرًا في جنوب شرق آسيا الجزيري. كان أول ظهور للمجتمعات الزراعية التي زرعت الدُّخْن والأرز الرطب، في 1,700 ق.م. في الأراضي المنخفضة والسهول الفيضية النهرية بالهند الصينية.
أول استعمال للنحاس كان في ثقافة «فونغ نويان» (فيتنام الشمالية حاليًّا) ومنطقة بان شيانغ (تايلاند حاليًّا) في نحو 2,000 قبل الميلاد، ثم ثقافة دونغ سون التي صارت في نحو 500 ق.م. تنتج البرونز وتعالجه بحِرفية عالية جدًّا. في ذلك الوقت ظهرت «الممالك الزراعية» حيث كانت الأراضي وفيرة مناسِبة، كما في فونان بأسفل نهر ميكونغ، وفي وِن لانغ بدلتا النهر الأحمر. اتَّجَرت إمارات أصغر تجارة بحرية سريعة النمو.
تأثر تاريخ جنوب شرق آسيا تأثرًا كبيرًا بتنوعه الطبوغرافي الكبير. جنوب شرق آسيا الجزيري قائم أصلًا على صِلات برية بحرية بين جزره وأرخبيلاته المتفرقة المتناثرة -مع بعض الاستثناءات، مثل: بورنيو وسومطرة-. لذلك قامت -على فترات متقطعة- دول متوسطة المساحة لا تعبأ بالطموحات الإقليمية، ارتبط فيها النمو والازدهار بالتجارة البحرية.
كان جنوب شرق آسيا البري بِتَتاخُم أراضيه، وإن كانت تضاريسه وعرة شاقة، أساسًا لحضارتَيِ الخمير والمون المبكرتين. لكن في الخط الساحلي الطويل وفي الجنوب ولدى الأنهار الرئيسة الجنوبية الشرقية (إيراوادي وسالوين وتشاو فرايا وميكونغ والنهر الأحمر) انصب التركيز والتجارة المحلية والأنشطة الاقتصادية والاجتماعية الثقافية على المحيط الهندي وبحر الصين الجنوبي.
منذ 100 ق.م. احتل أرخبيل جنوب شرق آسيا موقعًا مركزيًّا في مَفارق المسارات التجارية بالمحيط الهندي وبحر الصين الجنوبي، فنشط الاقتصاد، ودفع التدفق الفكري العجلة الاجتماعية. غالبًا ما تبنَّت الأنظمة التجارية الحكومية -بصورة انتقائية- ألوانًا هندية هندوسية في الحكم والدين والثقافة والإدارة خلال القرون الأولى من الحقبة العامة، التي كانت بداية التاريخ المسجل واستمرارًا لتطور ثقافي مميز. انتشرت الثقافة الصينية بصورة متقطعة غير مباشرة، إذ كانت التجارة قائمة على الطرق البرية (طريق الحرير مثلًا). مضت فترات طويلة من العزلة الصينية واقتصار العلاقات السياسية على الجزية الطقوسية، فلم يتعمق التثاقف.
في القرنين الثامن والتاسع بدأت البوذية تؤثر في الهيكل السياسي، لا سيما في الهند الصينية. وفي القرن الثامن بلغت الأفكار الإسلامية جنوب شرق آسيا الجزيري، حيث ظهرت جماعات المسلمين الأولى بحلول القرن الثالث عشر.
كشفت فترات الاستعمار الأوروبي وبداية الحداثة والحرب الباردة عن محدودية الدور السياسي الذي تلعبه الأنظمة الحاكمة في جنوب شرق آسيا. بعد الحرب العالمية الثانية تطلب البقاء والتقدم الوطني دولة حديثة وهوية وطنية قوية. يتمتع معظم البلدان الحديثة في جنوب شرق آسيا بدرجة غير مسبوقة من الحرية والتشارك السياسيَّين، وتبنَّت فكرة التعاون الحكومي الدولي من خلال «رابطة دول جنوب شرق آسيا» (أسيان).

## الاسم
هناك العديد من التسميات الآسيوية التاريخية القديمة لجنوب شرق آسيا، وجميعها غير متقسة جغرافيًا مع بعضها بعضًا. تشمل الأسماء التي تشير إلى جنوب شرق آسيا سوفارنابومي أو سوفانا فوم (الأرض الذهبية) وسوفارناديبا (الجزر الذهبية) في التقاليد الهندية، والأراضي الواقعة تحت الرياح في شبه الجزيرة العربية وبلاد فارس ونانيانغ (البحار الجنوبية) للصينيين ونانيو في اليابان. تسمي خريطة العالم التي رسمها بطليموس في القرن الثاني شبه جزيرة ملايو بأفريا شيرسونيسفس، (شبه الجزيرة الذهبية).
استُخدم مصطلح «جنوب شرق آسيا» للمرة الأولى في عام 1839 من قبل القس الأمريكي هوارد مالكولم في كتابه أسفار في جنوب شرق آسيا. شمل مالكولم قسم البر الرئيسي فقط واستبعد القسم البحري في تعريفه لجنوب شرق آسيا. استُخدم المصطلح بشكل رسمي لتحديد منطقة عملية القوات الأنجلو أمريكية (قيادة جنوب شرق آسيا) في مسرح المحيط الهادئ للحرب العالمية الثانية منذ عام 1941 حتى عام 1945.

## انتشار البوذية
انتفع الحكام المحليون من ظهور البوذية في بداية الحقبة العامة، لأنها عززت شرعية حكمهم. يميل المؤرخون إلى أن انتشار الهندوسية يجب إرجاعه إلى مبادرة الزعماء المحليين. خلقت التعاليم البوذية -التي وصلت كلها إلى جنوب شرق آسيا في وقت واحد تقريبًا- في القرون اللاحقة تمايُزًا كبيرًا، وصارت تُعد أنسب لمتطلبات العوام، وصارت تُرى معتقدًا وفلسفة يتناولان أخَصّ الأمور البشرية. أسَّس الإمبراطور أشوكا تقليد إرسال رهبان ودعاة مدرَّبين لنشر البوذية الحاوية نصيبًا كبيرًا من الأدب والفن والتقاليد الشفوية، والمُرشِدة الناس بسعيها إلى الإجابة عن الأسئلة الوجودية الرئيسة مع العناية بالسلوك والجهد الفرديَّيْن.
ازدهرت البوذية في جنوب شرق آسيا بين القرنين الخامس والثالث عشر.
في القرن الثامن صارت مملكة سريفيجايا البوذية قوة تجارية كبرى في جنوب شرق آسيا البحري، وفي الوقت نفسه تقريبًا روجت أسرة سيلندرا (التي كانت تحكم مملكة جاوة) الفن البوذي الذي عُبِّر عنه أقوى تعبير في معبد بوروبودور. بعدما تأسست أسرة ملكية جديدة من أصل إقليمي في إمبراطورية الخمير، ظهر أول الملوك البوذيين في القرن الحادي عشر. وأول مذهب بوذي ساد في جنوب شرق آسيا كان مذهب الماهايانا (القادم من الهند، حيث كان الناس قد تركوا مذهب التيرافادا الأصلي منذ قرون). مع ذلك، بقيت في سريلانكا نسخة أصلية خالصة من تعاليم التيرافادا، ترجع إلى القرن الثالث. أدخل الحجاج والرهبان الطوافون السريلانكيون مذهب التيرافادا في: إمبراطورية بورما الوثنية، ومملكة سوكوتاي السيامية في لاوس، وحوض نهر ميكونغ السفلي في كمبوديا أثناء العصور المظلمة، وفيتنام، وجنوب شرق آسيا الجزيري.

## انتشار الإسلام
قيل إن أول تجار مسلمين في جنوب شرق آسيا ظهروا في الجانب البحري منه في القرن الثامن، بعد أقل من 200 عام من ترسيخ الإسلام في شبه الجزيرة العربية. من المؤكد أن الإسلام لم يلعب دورًا يُذكر في الأرخبيل ولا الهند الصينية قبل القرن الثالث عشر. بانتشار بوذية التيرافادا تدريجيًّا بدل الهندوسية، انعكست رغبة الناس في روحانية أشد خصوصية، تُبلَغ بالجهود والطقوس الفردية.
لتفسير دخول الإسلام في جنوب شرق آسيا، وضع المؤرخون عدة سيناريوهات قائمة على الانتقال من شبه الجزيرة العربية إلى الهند، ومن الهند إلى جنوب شرق آسيا. والآراء متباينة حول الهوية والطريقة: فإما أنهم تجار وباحثون عرب لم يكونوا يعيشون في الهند ووصلوا إلى جنوب شرق آسيا الجزيري مباشرة، وإما أنهم تجار عرب كانوا مستقرين عقودًا في المناطق الساحلية التي بين الهند وسريلانكا. ويُظن أنْ كان لتجار مسلمين من الهند (غوجارت) دور كبير.
تشير عدة مصادر إلى أن بحر الصين الجنوبي كان طريقًا آخر لدخول الإسلام، ومن حجج هذه الفرضية:
كان بين شبه الجزيرة العربية والصين في القرن العاشر حركة تجارية كبيرة مسجَّلة ومثبتة بأدلة أثرية (انظر: حطام سفينة بليتونغ).
أثناء الغزو المغولي وحكم أسرة يوان لاحقًا (1271–1368) وفد إلى الصين ألوف المسلمين، وانتشر الإسلام في مقاطعة يونَّان الصينية.
شواهد القبور الكوفية في تشامبا دليل على استقرار مجتمع إسلامي في الهند الصينية من وقت مبكر. وكان مؤسس سلطنة ديماك من أصل صيني جاوي.
بعدما سافر تشنغ خه (بحار صيني من قومية هوي) في القرن الخامس عشر إلى ديماك وبنتن ومسجد بَنْجونان في شيريبون، اقترح أن أقدم المساجد الجاوية مبني أسلوبيًّا على العمارة الصينية القديمة.
لم يُفرض الإسلام فرضًا في جنوب شرق آسيا بعد الفتوحات الإقليمية -خلافًا لمناطق «مؤسلَمة» أخرى (مثل: شمال إفريقيا، وإيبيريا، والشرق الأوسط، وشمال الهند لاحقًا)-، وإنما انتشر عبر الطرق التجارية كما حدث في أسلمة: آسيا الوسطى التركية، وإفريقيا السوداء، وجنوب الهند، وشمال غرب الصين.
كانت فكرة تَساوي أفراد الأمة أمام الله، وفكرة بذل جهد ديني شخصي بالصلاة المنتظمة أقرب إلى العوام من الجبرية البادية في بعض التعاليم الهندوسية. وفوق ذلك علَّمهم الإسلام الطاعة والتسليم، فضَمن بذلك صمود الهيكل الاجتماعي والسياسي لمن اعتنقوه، فلا يلحق بهما تغيير أساسي يُذكر.

## العصر المبكر الحديث

### الاستعمار الأوروبي
أول الأوروبيين الذين نزلوا جنوب شرق آسيا: ماركو بولو في القرن الثالث عشر خدمةً للإمبراطور قوبلاي خان، ونيكولو دي كونتي في أوائل القرن الخامس عشر. لم تبدأ الرحلات البحرية المنتظمة إلا في القرن السادس عشر، بعدما وصل البرتغاليون الذي نشطوا إلى التجارة التنافسية المباشرة. غالبًا ما رافقهم مبشرون كانوا يأملون نشر المسيحية.
كانت البرتغال أول قوة أوروبية تنشئ رأس جسر في الطريق التجاري البحري المربح بجنوب شرق آسيا، بغَزْوها سلطنة ملقا في 1511. لحقتها هولندا وإسبانيا، ثم حَلَّتا محلها بعدما صارتا أعظم قوتين أوروبيتين في المنطقة. في 1599 بدأت إسبانيا تستعمر الفلبين. في 1619 استحوذت هولندا -بواسطة شركة الهند الشرقية الهولندية- على مدينة سوندا كيلابا، فسمَّتها باتافيا (جاكرتا حاليًّا)، واتخذتها مركزًا للتجارة والزحف إلى أجزاء أخرى من جاوة والمناطق المحيطة. في 1641 سلب الهولنديون ملقا من البرتغاليين. في 1775 تأسست جمهورية لانفانغ -يُحتمل أنها أول جمهورية في المنطقة- في مقاطعة كالمنتان الغربية بإندونيسيا، وصمدت حتى 1884، حين احتلتها هولندا مستغِلة ضعف أسرة تشينغ.